# Đại dịch COVID-19 tại Oman
Bài viết này ghi lại các tác động của đại dịch COVID-19 tại Oman, và có thể không bao gồm tất cả các phản ứng và biện pháp chính hiện đại.

## Dòng thời gian
| COVID-19 tại Oman () Tử vong Hồi phục Đang điều trị Thg 2Thg 3Thg 4Thg 5Thg 6Thg 715 ngày gần nhất15 ngày gần nhất | COVID-19 tại Oman () Tử vong Hồi phục Đang điều trị Thg 2Thg 3Thg 4Thg 5Thg 6Thg 715 ngày gần nhất15 ngày gần nhất | COVID-19 tại Oman () Tử vong Hồi phục Đang điều trị Thg 2Thg 3Thg 4Thg 5Thg 6Thg 715 ngày gần nhất15 ngày gần nhất | COVID-19 tại Oman () Tử vong Hồi phục Đang điều trị Thg 2Thg 3Thg 4Thg 5Thg 6Thg 715 ngày gần nhất15 ngày gần nhất | COVID-19 tại Oman () Tử vong Hồi phục Đang điều trị Thg 2Thg 3Thg 4Thg 5Thg 6Thg 715 ngày gần nhất15 ngày gần nhất |
| --- | --- | --- | --- | --- |
| Ngày | Ngày | | Ca nhiễm | Tử vong |
| 2020-02-24 | 2020-02-24 | | 2(n.a.) | |
| 2020-02-25 | 2020-02-25 | | 4(+100%) | |
| 2020-02-26 | 2020-02-26 | | 4(=) | |
| 2020-02-27 | 2020-02-27 | | 6(+50%) | |
| 2020-02-28 | 2020-02-28 | | 6(=) | |
| 2020-02-29 | 2020-02-29 | | 6(=) | |
| ⋮ | ⋮ | | 6(=) | |
| 2020-03-03 | 2020-03-03 | | 12(+100%) | |
| 2020-03-04 | 2020-03-04 | | 15(+25%) | |
| 2020-03-05 | 2020-03-05 | | 16(+6,7%) | |
| ⋮ | ⋮ | | 16(=) | |
| 2020-03-09 | 2020-03-09 | | 18(+12%) | |
| ⋮ | ⋮ | | 18(=) | |
| 2020-03-13 | 2020-03-13 | | 20(+11%) | |
| 2020-03-14 | 2020-03-14 | | 20(=) | |
| 2020-03-15 | 2020-03-15 | | 22(+10%) | |
| 2020-03-16 | 2020-03-16 | | 24(+9,1%) | |
| 2020-03-17 | 2020-03-17 | | 24(=) | |
| 2020-03-18 | 2020-03-18 | | 39(+62%) | |
| 2020-03-19 | 2020-03-19 | | 48(+23%) | |
| 2020-03-20 | 2020-03-20 | | 48(=) | |
| 2020-03-21 | 2020-03-21 | | 52(+8,3%) | |
| 2020-03-22 | 2020-03-22 | | 55(+5,8%) | |
| 2020-03-23 | 2020-03-23 | | 66(+20%) | |
| 2020-03-24 | 2020-03-24 | | 84(+27%) | |
| 2020-03-25 | 2020-03-25 | | 99(+18%) | |
| 2020-03-26 | 2020-03-26 | | 109(+10%) | |
| 2020-03-27 | 2020-03-27 | | 131(+20%) | |
| 2020-03-28 | 2020-03-28 | | 152(+16%) | |
| 2020-03-29 | 2020-03-29 | | 167(+9,9%) | |
| 2020-03-30 | 2020-03-30 | | 179(+7,2%) | |
| 2020-03-31 | 2020-03-31 | | 192(+7,3%) | |
| 2020-04-01 | 2020-04-01 | | 210(+9,4%) | 1(n.a.) |
| 2020-04-02 | 2020-04-02 | | 231(+10%) | 1(=) |
| 2020-04-03 | 2020-04-03 | | 252(+9,1%) | 1(=) |
| 2020-04-04 | 2020-04-04 | | 277(+9,9%) | 2(+100%) |
| 2020-04-05 | 2020-04-05 | | 298(+7,6%) | 2(=) |
| 2020-04-06 | 2020-04-06 | | 331(+11%) | 2(=) |
| 2020-04-07 | 2020-04-07 | | 371(+12%) | 2(=) |
| 2020-04-08 | 2020-04-08 | | 419(+13%) | 2(=) |
| 2020-04-09 | 2020-04-09 | | 457(+9,1%) | 3(+50%) |
| 2020-04-10 | 2020-04-10 | | 484(+5,9%) | 3(=) |
| 2020-04-11 | 2020-04-11 | | 546(+13%) | 3(=) |
| 2020-04-12 | 2020-04-12 | | 599(+9,7%) | 4(+33%) |
| 2020-04-13 | 2020-04-13 | | 727(+21%) | 4(=) |
| 2020-04-14 | 2020-04-14 | | 813(+12%) | 4(=) |
| 2020-04-15 | 2020-04-15 | | 910(+12%) | 4(=) |
| 2020-04-16 | 2020-04-16 | | 1.019(+12%) | 4(=) |
| 2020-04-17 | 2020-04-17 | | 1.069(+4,9%) | 6(+50%) |
| 2020-04-18 | 2020-04-18 | | 1.180(+10%) | 6(=) |
| 2020-04-19 | 2020-04-19 | | 1.266(+7,3%) | 6(=) |
| 2020-04-20 | 2020-04-20 | | 1.410(+11%) | 7(+17%) |
| 2020-04-21 | 2020-04-21 | | 1.508(+7%) | 8(+14%) |
| 2020-04-22 | 2020-04-22 | | 1.614(+7%) | 8(=) |
| 2020-04-23 | 2020-04-23 | | 1.716(+6,3%) | 9(+12%) |
| 2020-04-24 | 2020-04-24 | | 1.790(+4,3%) | 10(+11%) |
| 2020-04-25 | 2020-04-25 | | 1.905(+6,4%) | 10(=) |
| 2020-04-26 | 2020-04-26 | | 1.998(+4,9%) | 10(=) |
| 2020-04-27 | 2020-04-27 | | 2.049(+2,6%) | 10(=) |
| 2020-04-28 | 2020-04-28 | | 2.131(+4%) | 10(=) |
| 2020-04-29 | 2020-04-29 | | 2.274(+6,7%) | 11(+10%) |
| 2020-04-30 | 2020-04-30 | | 2.348(+3,3%) | 11(=) |
| 2020-05-01 | 2020-05-01 | | 2.447(+4,2%) | 11(=) |
| 2020-05-02 | 2020-05-02 | | 2.483(+1,5%) | 12(+9,1%) |
| 2020-05-03 | 2020-05-03 | | 2.568(+3,4%) | 12(=) |
| 2020-05-04 | 2020-05-04 | | 2.637(+2,7%) | 12(=) |
| 2020-05-05 | 2020-05-05 | | 2.735(+3,7%) | 13(+8,3%) |
| 2020-05-06 | 2020-05-06 | | 2.903(+6,1%) | 13(=) |
| 2020-05-07 | 2020-05-07 | | 2.958(+1,9%) | 15(+15%) |
| 2020-05-08 | 2020-05-08 | | 3.112(+5,2%) | 16(+6,7%) |
| 2020-05-09 | 2020-05-09 | | 3.224(+3,6%) | 17(+6,2%) |
| 2020-05-10 | 2020-05-10 | | 3.399(+5,4%) | 17(=) |
| 2020-05-11 | 2020-05-11 | | 3.573(+5,1%) | 17(=) |
| 2020-05-12 | 2020-05-12 | | 3.721(+4,1%) | 17(=) |
| 2020-05-13 | 2020-05-13 | | 4.019(+8%) | 17(=) |
| 2020-05-14 | 2020-05-14 | | 4.341(+8%) | 18(+5,9%) |
| 2020-05-15 | 2020-05-15 | | 4.625(+6,5%) | 20(+11%) |
| 2020-05-16 | 2020-05-16 | | 5.029(+8,7%) | 21(+5%) |
| 2020-05-17 | 2020-05-17 | | 5.186(+3,1%) | 22(+4,8%) |
| 2020-05-18 | 2020-05-18 | | 5.379(+3,7%) | 25(+14%) |
| 2020-05-19 | 2020-05-19 | | 5.671(+5,4%) | 27(+8%) |
| 2020-05-20 | 2020-05-20 | | 6.043(+6,6%) | 30(+11%) |
| 2020-05-21 | 2020-05-21 | | 6.370(+5,4%) | 30(=) |
| 2020-05-22 | 2020-05-22 | | 6.794(+6,7%) | 34(+13%) |
| 2020-05-23 | 2020-05-23 | | 7.257(+6,8%) | 36(+5,9%) |
| 2020-05-24 | 2020-05-24 | | 7.770(+7,1%) | 37(+2,8%) |
| 2020-05-25 | 2020-05-25 | | 7.770(=) | 37(=) |
| 2020-05-26 | 2020-05-26 | | 8.118(+4,5%) | 37(=) |
| 2020-05-27 | 2020-05-27 | | 8.373(+3,1%) | 39(+5,4%) |
| 2020-05-28 | 2020-05-28 | | 9.009(+7,6%) | 40(+2,6%) |
| 2020-05-29 | 2020-05-29 | | 9.820(+9%) | 41(+2,5%) |
| 2020-05-30 | 2020-05-30 | | 10.423(+6,1%) | 42(+2,4%) |
| 2020-05-31 | 2020-05-31 | | 11.437(+9,7%) | 49(+17%) |
| 2020-06-01 | 2020-06-01 | | 12.223(+6,9%) | 50(+2%) |
| 2020-06-02 | 2020-06-02 | | 12.799(+4,7%) | 59(+18%) |
| 2020-06-03 | 2020-06-03 | | 13.538(+5,8%) | 67(+14%) |
| 2020-06-04 | 2020-06-04 | | 14.316(+5,7%) | 67(=) |
| 2020-06-05 | 2020-06-05 | | 15.086(+5,4%) | 72(+7,5%) |
| 2020-06-06 | 2020-06-06 | | 16.016(+6,2%) | 72(=) |
| 2020-06-07 | 2020-06-07 | | 16.882(+5,4%) | 75(+4,2%) |
| 2020-06-08 | 2020-06-08 | | 17.486(+3,6%) | 81(+8%) |
| 2020-06-09 | 2020-06-09 | | 18.198(+4,1%) | 83(+2,5%) |
| 2020-06-10 | 2020-06-10 | | 18.887(+3,8%) | 84(+1,2%) |
| 2020-06-11 | 2020-06-11 | | 19.954(+5,6%) | 89(+6%) |
| 2020-06-12 | 2020-06-12 | | 21.071(+5,6%) | 96(+7,9%) |
| 2020-06-13 | 2020-06-13 | | 22.077(+4,8%) | 99(+3,1%) |
| 2020-06-14 | 2020-06-14 | | 23.481(+6,4%) | 104(+5,1%) |
| 2020-06-15 | 2020-06-15 | | 24.524(+4,4%) | 108(+3,8%) |
| 2020-06-16 | 2020-06-16 | | 25.269(+3%) | 114(+5,6%) |
| 2020-06-17 | 2020-06-17 | | 26.079(+3,2%) | 116(+1,8%) |
| 2020-06-18 | 2020-06-18 | | 26.818(+2,8%) | 119(+2,6%) |
| 2020-06-19 | 2020-06-19 | | 27.670(+3,2%) | 125(+5%) |
| 2020-06-20 | 2020-06-20 | | 28.566(+3,2%) | 128(+2,4%) |
| 2020-06-21 | 2020-06-21 | | 29.471(+3,2%) | 131(+2,3%) |
| 2020-06-22 | 2020-06-22 | | 31.076(+5,4%) | 137(+4,6%) |
| 2020-06-23 | 2020-06-23 | | 32.394(+4,2%) | 140(+2,2%) |
| 2020-06-24 | 2020-06-24 | | 33.536(+3,5%) | 142(+1,4%) |
| 2020-06-25 | 2020-06-25 | | 34.902(+4,1%) | 144(+1,4%) |
| 2020-06-26 | 2020-06-26 | | 36.034(+3,2%) | 153(+6,2%) |
| 2020-06-27 | 2020-06-27 | | 36.953(+2,6%) | 159(+3,9%) |
| 2020-06-28 | 2020-06-28 | | 38.150(+3,2%) | 163(+2,5%) |
| 2020-06-29 | 2020-06-29 | | 39.060(+2,4%) | 169(+3,7%) |
| 2020-06-30 | 2020-06-30 | | 40.070(+2,6%) | 176(+4,1%) |
| 2020-07-01 | 2020-07-01 | | 41.194(+2,8%) | 185(+5,1%) |
| 2020-07-02 | 2020-07-02 | | 42.555(+3,3%) | 188(+1,6%) |
| 2020-07-03 | 2020-07-03 | | 43.929(+3,2%) | 193(+2,7%) |
| 2020-07-04 | 2020-07-04 | | 45.106(+2,7%) | 203(+5,2%) |
| 2020-07-05 | 2020-07-05 | | 46.178(+2,4%) | 213(+4,9%) |
| 2020-07-06 | 2020-07-06 | | 47.735(+3,4%) | 218(+2,3%) |
| 2020-07-07 | 2020-07-07 | | 48.997(+2,6%) | 224(+2,8%) |
| 2020-07-08 | 2020-07-08 | | 50.207(+2,5%) | 233(+4%) |
| 2020-07-09 | 2020-07-09 | | 51.525(+2,6%) | 236(+1,3%) |
| 2020-07-10 | 2020-07-10 | | 53.614(+4,1%) | 244(+3,4%) |
| 2020-07-11 | 2020-07-11 | | 54.697(+2%) | 248(+1,6%) |
| 2020-07-12 | 2020-07-12 | | 56.015(+2,4%) | 257(+3,6%) |
| 2020-07-13 | 2020-07-13 | | 58.179(+3,9%) | 259(+0,78%) |
| 2020-07-14 | 2020-07-14 | | 59.568(+2,4%) | 273(+5,4%) |
| 2020-07-15 | 2020-07-15 | | 61.247(+2,8%) | 281(+2,9%) |
| 2020-07-16 | 2020-07-16 | | 62.574(+2,2%) | 290(+3,2%) |
| 2020-07-17 | 2020-07-17 | | 64.193(+2,6%) | 298(+2,8%) |
| 2020-07-18 | 2020-07-18 | | 65.504(+2%) | 308(+3,4%) |
| 2020-07-19 | 2020-07-19 | | 66.661(+1,8%) | 318(+3,2%) |
| 2020-07-20 | 2020-07-20 | | 68.400(+2,6%) | 326(+2,5%) |
| 2020-07-21 | 2020-07-21 | | 69.887(+2,2%) | 337(+3,4%) |
| 2020-07-22 | 2020-07-22 | | 71.547(+2,4%) | 349(+3,6%) |
| 2020-07-23 | 2020-07-23 | | 72.646(+1,5%) | 355(+1,7%) |
| 2020-07-24 | 2020-07-24 | | 73.791(+1,6%) | 359(+1,1%) |
| Số ca nhiễm: Số ca nhiễm do Bộ Y tế báo cáo Nguồn: Tuyên bố chính thức của Bộ Y tế và trình theo dõi trực tiếp     | | | | |

Vào ngày 24 tháng 2, hai trường hợp đầu tiên của virus corona đã được xác nhận. Những trường hợp này liên quan đến hai phụ nữ người Oman đã trở về từ Iran. Vào ngày 27 tháng 2, số trường hợp ở Oman tăng lên 6. Tất cả các trường hợp ở Oman đang trong tình trạng ổn định cho đến nay. Các trường hợp cũng liên quan đến chuyến du lịch gần đây đến Iran.
Vào ngày 3 tháng 3, các trường hợp tăng lên 12. Bốn trong số các bệnh nhân bị nhiễm bệnh là người Iran trong khi những người còn lại là công dân Oman. Ba trường hợp mới được ghi nhận có liên quan đến du lịch ở Iran. Hai trong số các trường hợp có quốc tịch Iran. Để ngăn ngừa nhiễm trùng cộng đồng, quốc gia này đã đặt 2.367 người bị cách ly. Hầu hết mọi người đã được kiểm dịch trong nước trong khi 49 người bị cách ly về thể chế. Tính đến ngày 16 tháng 3, tổng số trường hợp được đăng ký trong Vương quốc Hồi giáo là 22, trong đó 17 trường hợp liên quan đến du lịch đến Iran và hai đến Ý. Trong đó, 9 trường hợp đã hồi phục cho đến nay.
Quốc vương Haitham đã thành lập một ủy ban tối cao được giao nhiệm vụ đối phó và ứng phó với những diễn biến do sự bùng phát. Vào ngày 12 tháng 3, ủy ban đã quyết định rằng thị thực du lịch sẽ không được cấp cho công dân của tất cả các quốc gia và cũng dừng nhập cảnh và cập cảng tàu du lịch tại các cảng của đất nước. Hơn nữa, tất cả các sự kiện thể thao đã bị hủy bỏ, tham dự phiên tòa giới hạn ở nhân viên thiết yếu và việc bán shisha bị cấm trong các nhà hàng và quán cà phê. Các biện pháp này đã được thực hiện vào ngày 15 tháng 3 trong thời gian 30 ngày. Vào ngày 14 tháng 3, ủy ban đã quyết định đình chỉ tất cả các lớp học trong các trường học, trường đại học và các tổ chức giáo dục khác từ ngày 15 tháng 3 trong 30 ngày. Một cuộc họp khác được tổ chức vào ngày hôm sau đã công bố những hạn chế mới bao gồm ngăn chặn sự xâm nhập của người nước ngoài ngoài công dân GCC và cư dân nước ngoài qua tất cả các biên giới trên bộ và trên biển, cách ly tất cả các điểm đến và đóng cửa các công viên và vườn công cộng. Nó cũng được tuyên bố rằng những lời cầu nguyện thứ Sáu sẽ bị dừng lại và các cuộc tụ họp xã hội như đám cưới bị cấm. Các quyết định có hiệu lực vào ngày 17 tháng 3.
Tính đến ngày 21 tháng 11 năm 2023, Oman ghi nhận 399,449 trường hợp mắc COVID-19 và 4,628 trường hợp tử vong.